# TAE
Trans Asian Europe (ТАЕ, ТАЕ System) (лат. trans — сквозь, через + англ.  Asia, Europe — Азия, Европа) — глобальная международная трансазиатско-европейская волоконно-оптическая линия связи. Она имеет протяженность в 27 тысяч километров от города Шанхай (КНР) до города Франкфурт-на-Майне (Германия). Соглашение о создании TAE было подписано в 1993 году.
Линия связи ТАЕ охватывает такие страны, как Китай, Казахстан (южный сегмент НИСМ), Кыргызстан, Узбекистан, Таджикистан, Туркменистан, Иран, Турция, Украина, Польша, Азербайджан, Грузия, Армения, Беларусь, Румыния, Венгрия, Австрия, Пакистан, Афганистан, и заканчивается в Германии.